# Sanctuaire des singes de Drabo
Le Sanctuaire des singes de Drabo Gbo est une forêt aménagée sur une superficie de 14 hectares par Peter Neuenschwander, ancien directeur de International Institute of Tropical Agriculture, propriétaire et responsable de la réhabilitation de ce site depuis 2007.

## Histoire
Le sanctuaire a été fondé en 1995. Ce sanctuaire est situé dans le village Drabo Gbo, dans la commune d'Abomey-Calavi au Bénin et figure sur la liste des aires protégées du Bénin.

## Collections

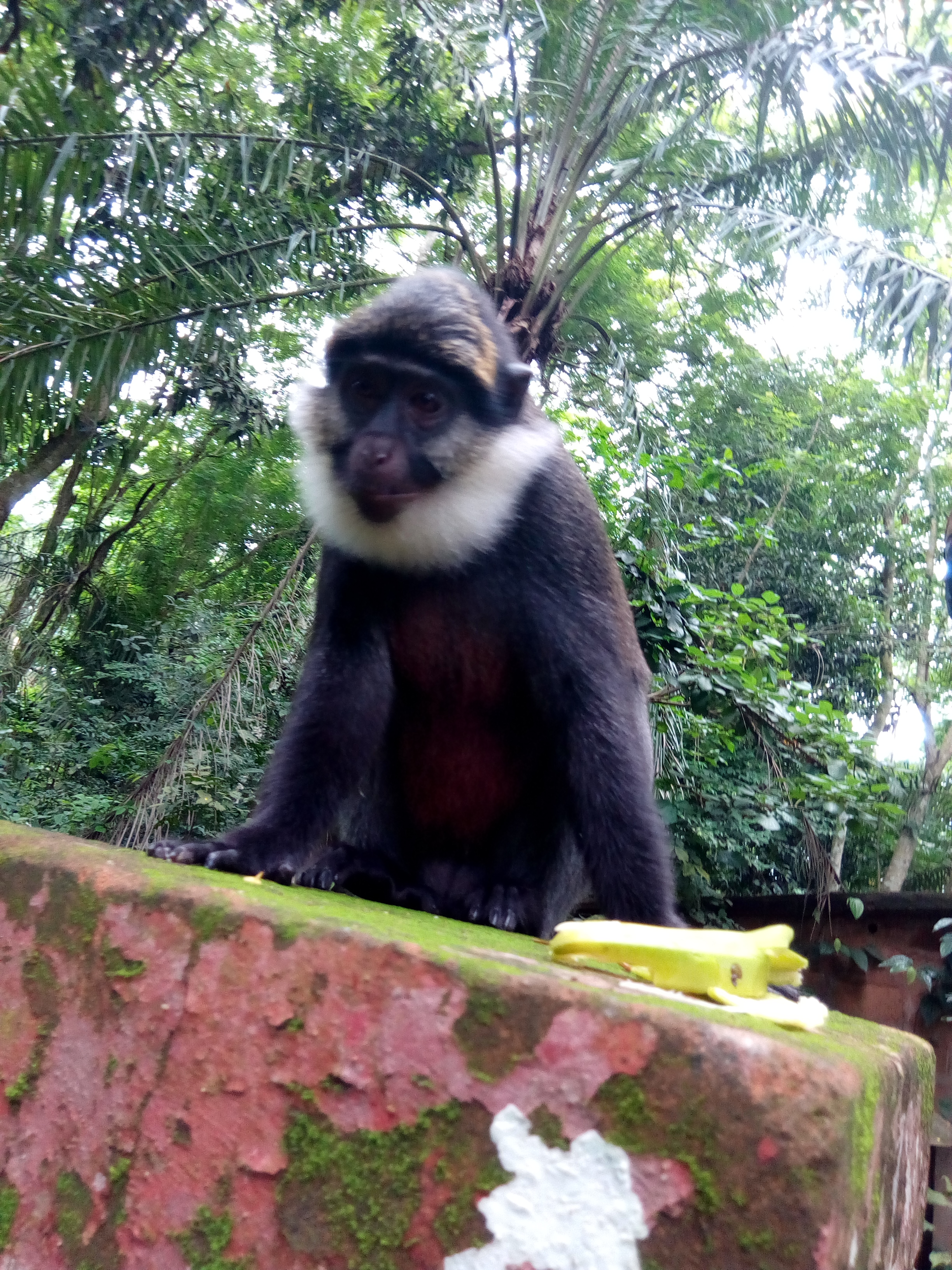
Singe dans la nature.

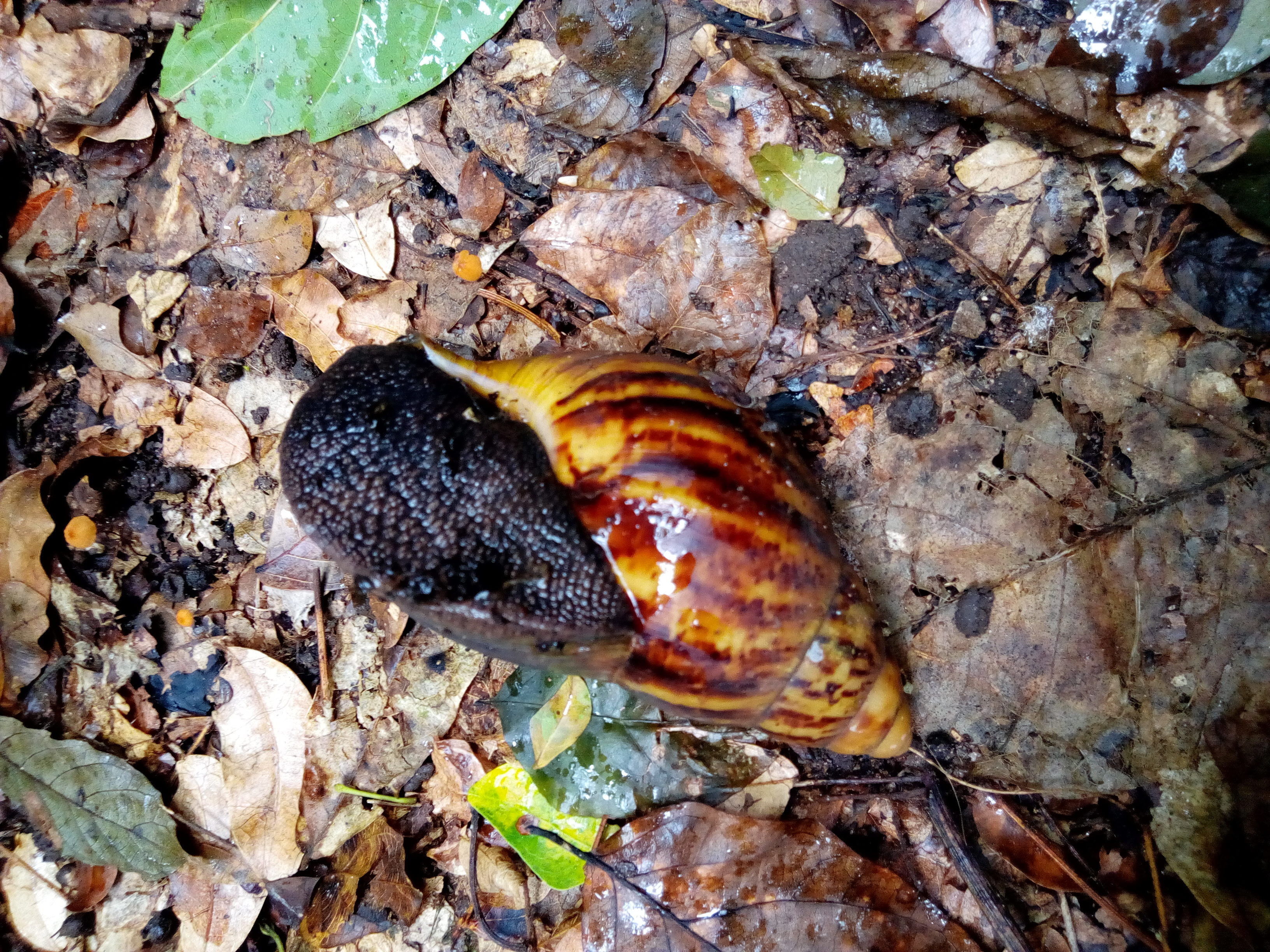
Escargot.

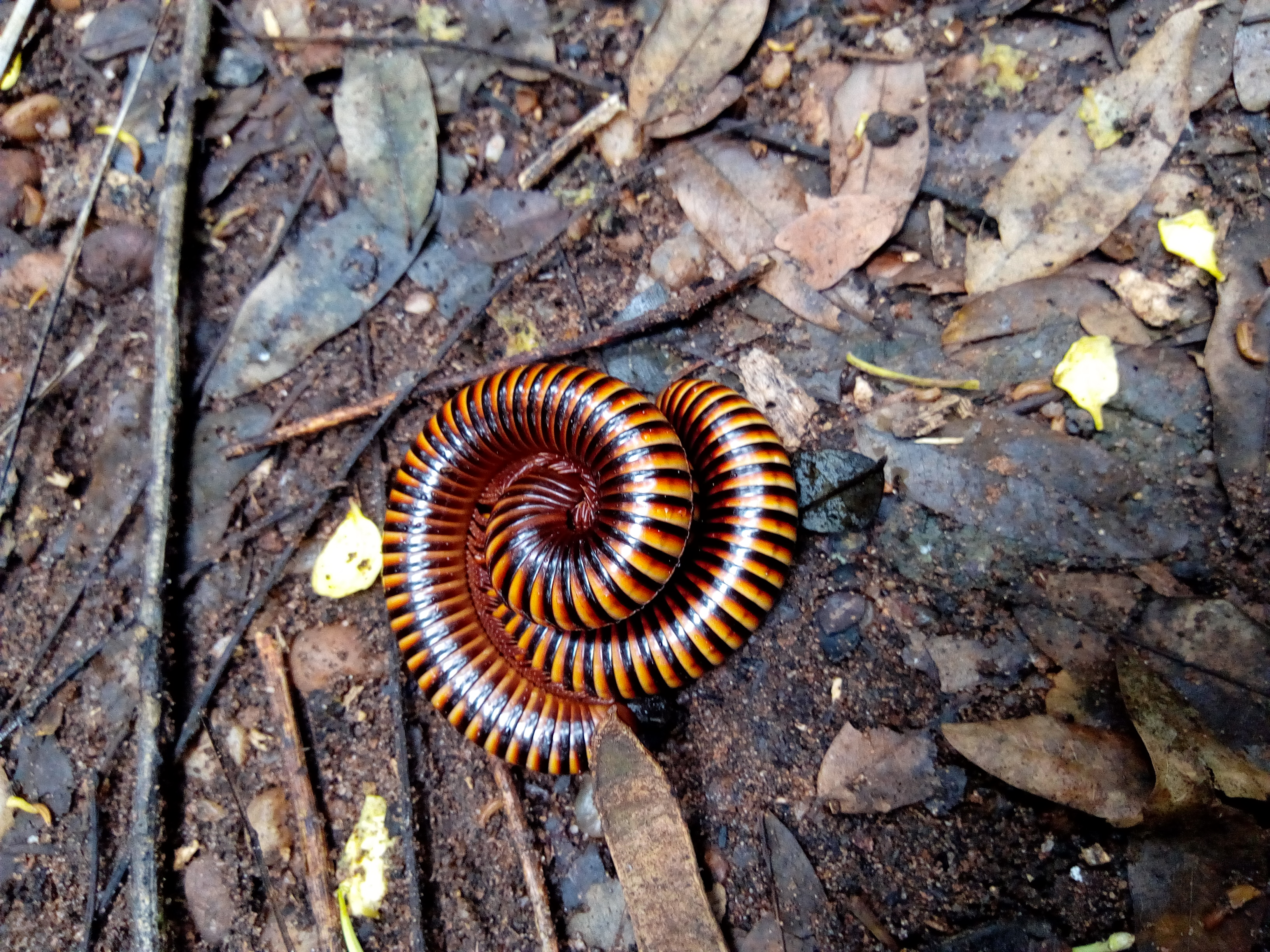
au santuaire des singes de Drabo.

On y trouve une flore et une faune diversifiées dont entre autres:
- des singes à ventre rouge (Cercopithecus erythrogaster ) habitués à la présence humaine. C’est l'espèce de primates la plus menacée du Bénin[4];
- des espèces de plantes médicinales pour la médecine traditionnelle africaine;
- une diversité de poissons en aquariums.

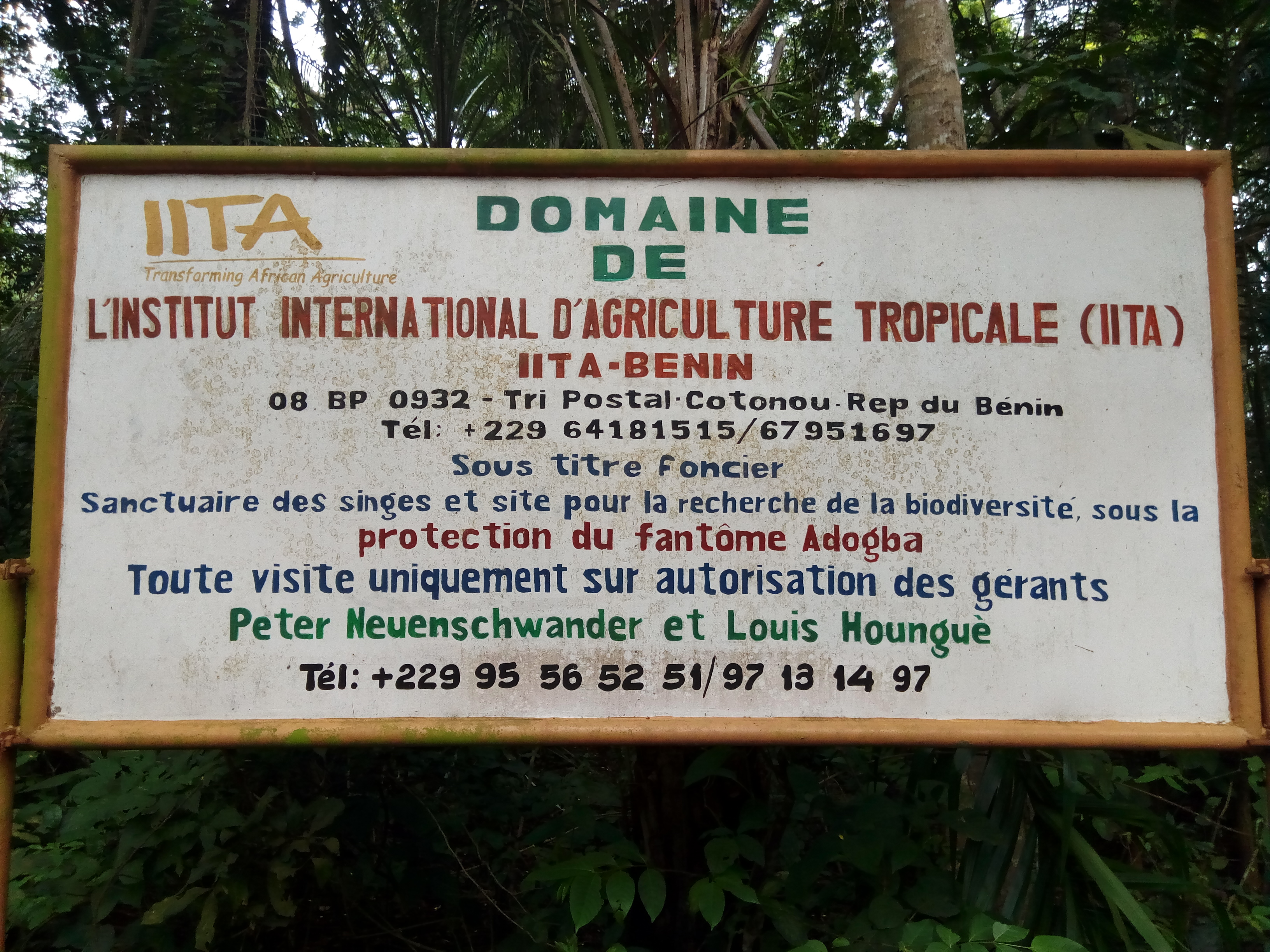
Entrée du sanctuaire
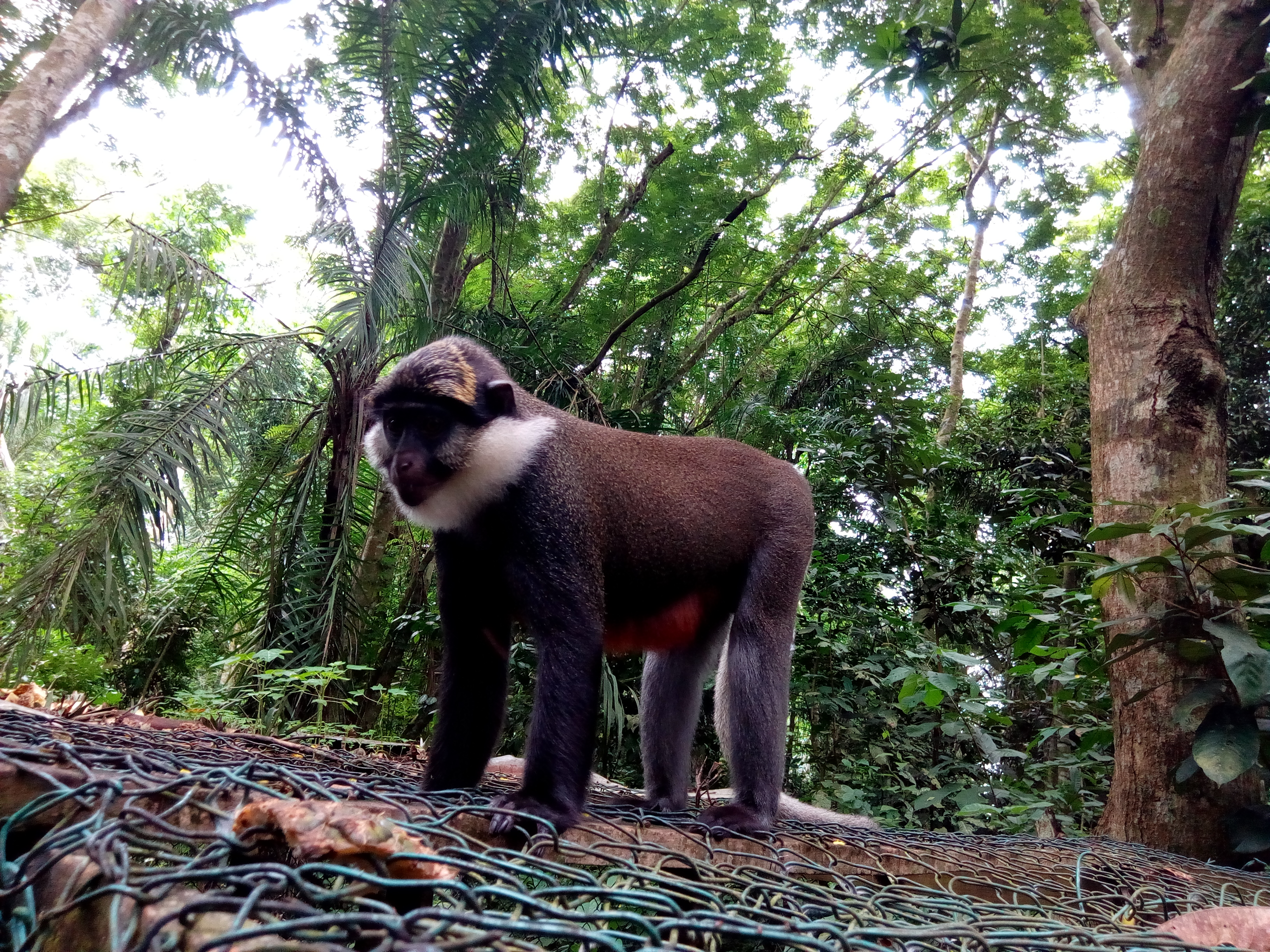
Singe à ventre rouge (Cercopithecus erythrogaster)
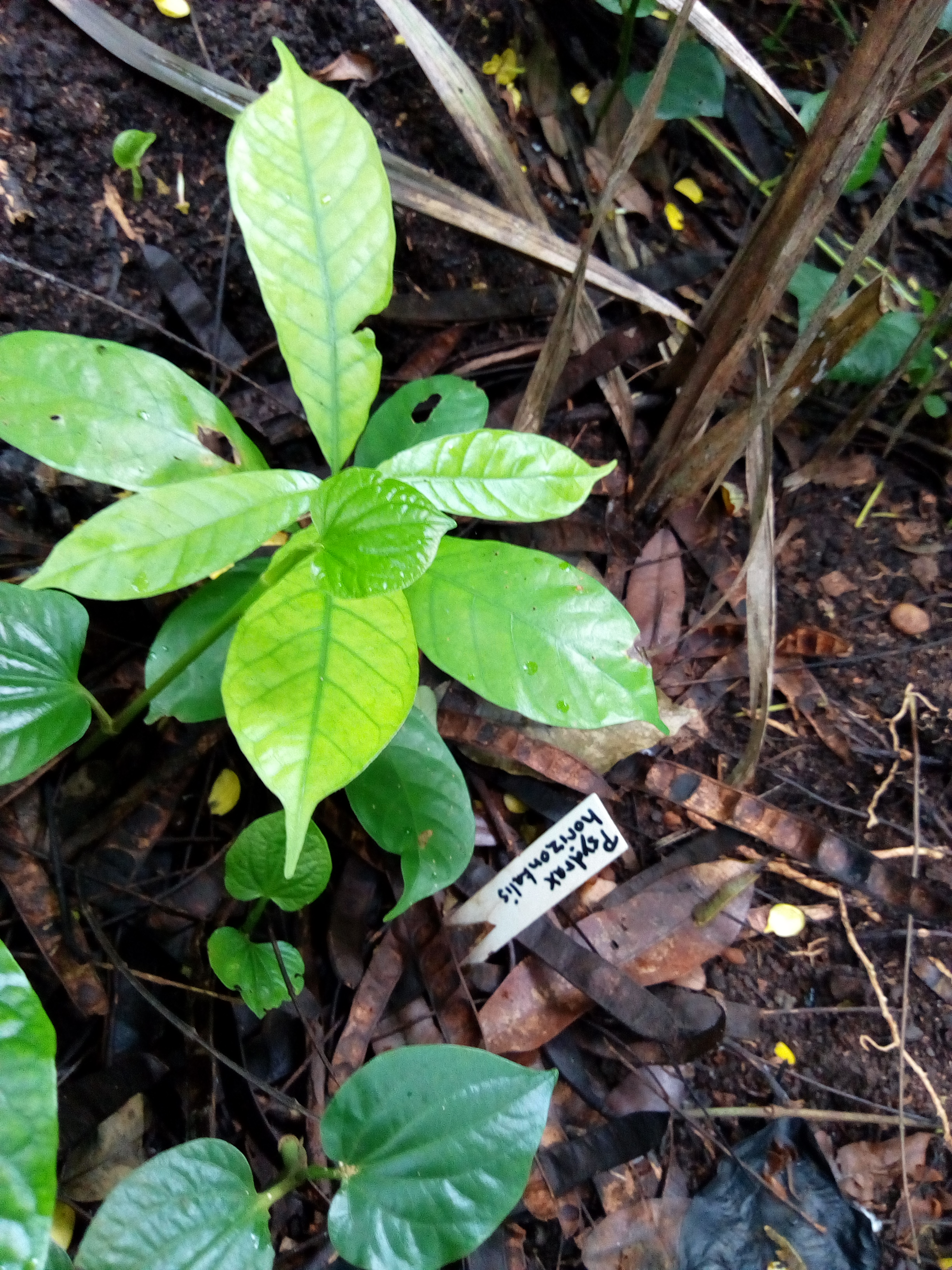
Psydrax horizontalis
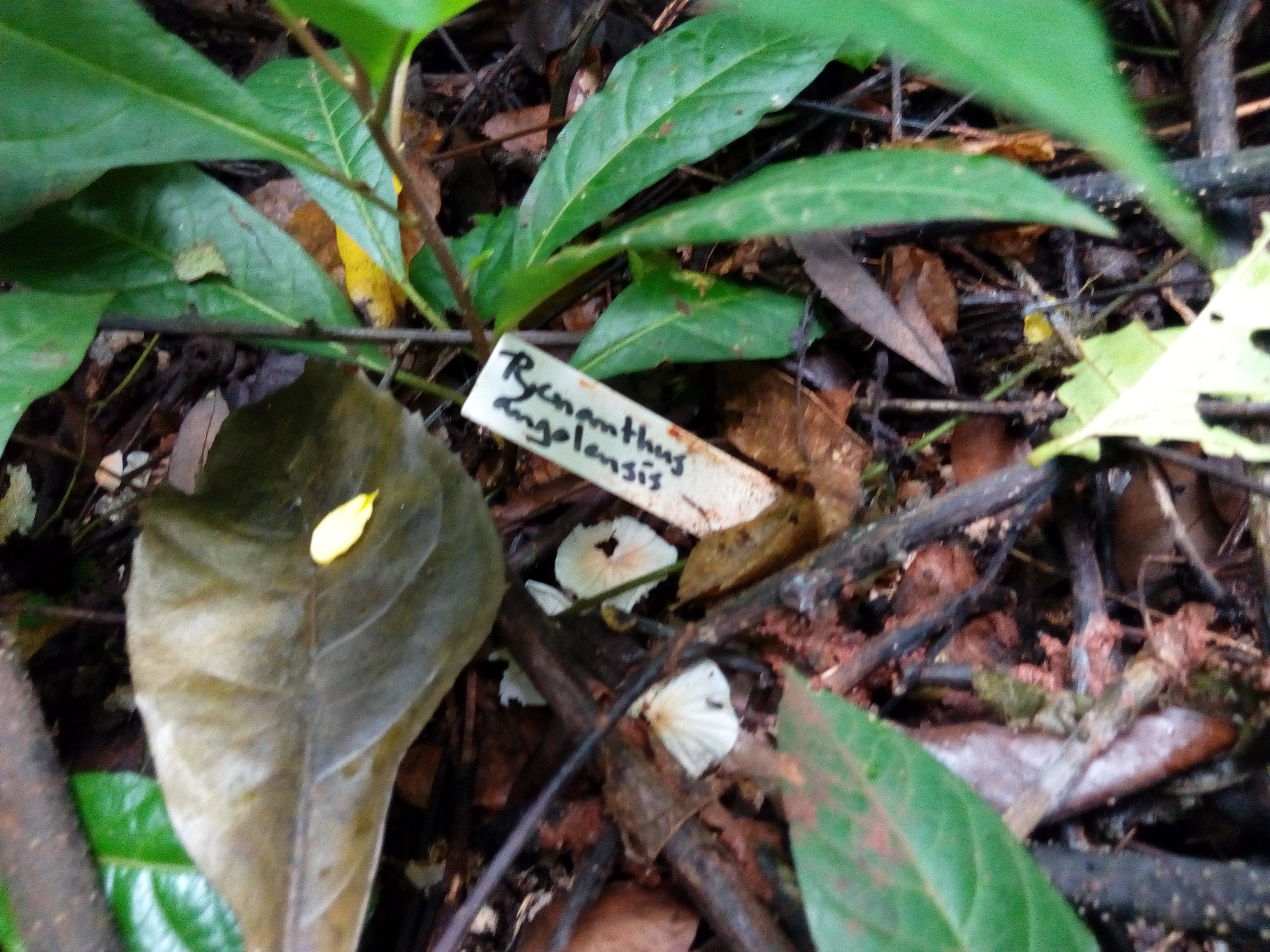
Pycnanthus angolensis
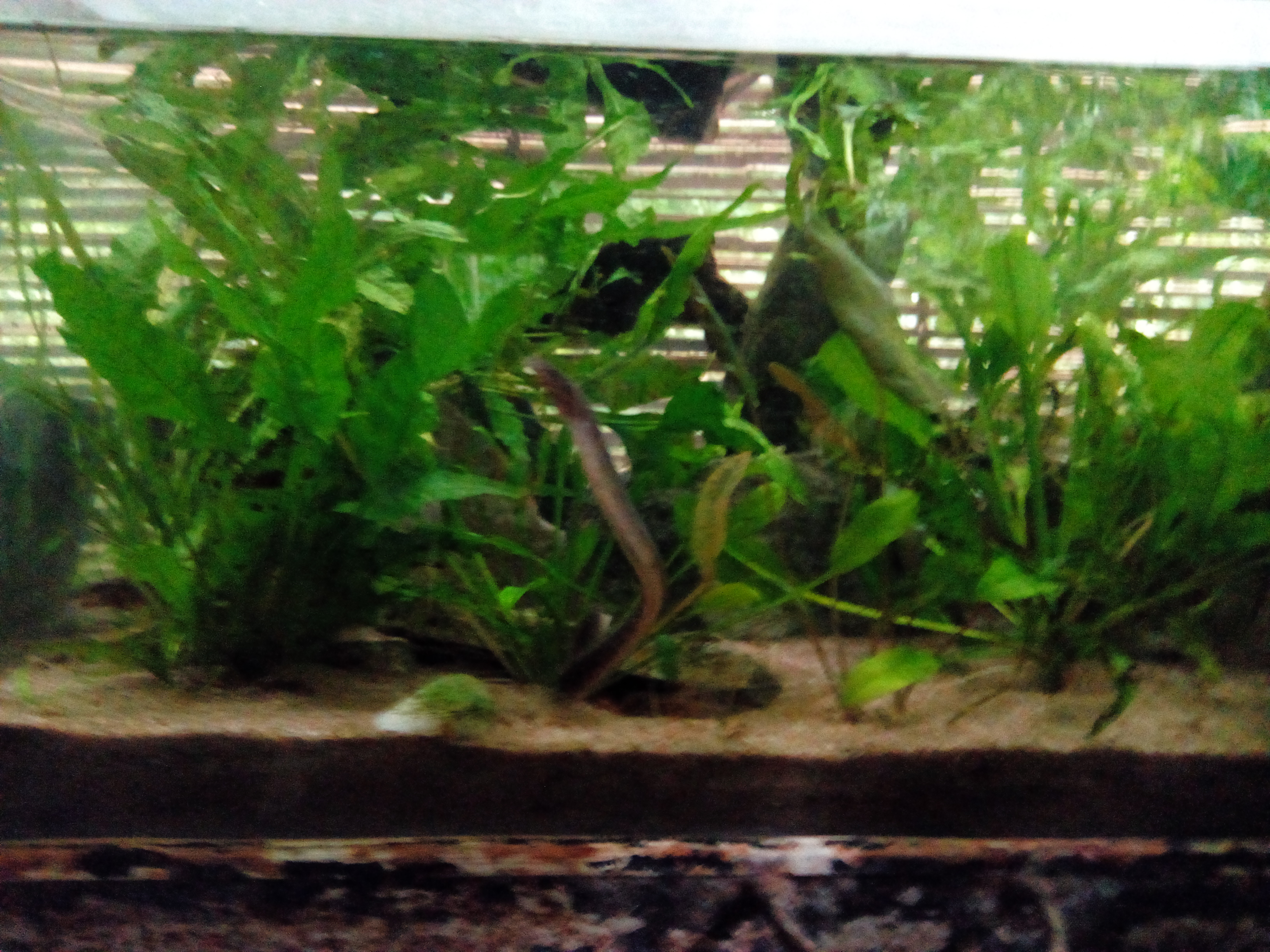
Poisson-serpent